# Brown’s Town
Brown’s Town – miasto na Jamajce, w regionie Saint Ann.